# Первомайски (Коркински район)
Первомайски (на руски: Первомайский) е селище от градски тип в Русия, разположено в Коркински район, Челябинска област. Населението му към 1 януари 2018 година е 10 766 души.